# Agent blå
Agent blå är en musikgrupp från Göteborg. Bandet upptäcktes via musiktävlingen Musik Direkt (numera Imagine) och fick därigenom kontakt med en producent under skivbolaget Luxury och släppte den 8 juni 2015 sin debutsingel "Strand". De släppte 2016 en 7" singel på indieetiketten Luxury. Singeln uppskattades av kritiker både i Sverige och internationellt. 8 juni 2017 följde bandet upp singeln med fullängdsalbumet Agent Blue. 

## Bandmedlemmar
- Emelie Alatalo - sång
- Felix Skörvald - gitarr
- Lucas Gustavsson - gitarr
- Basta Falk -  bas
- Arvid Christensen - trummor
- Tobias Bauer - synth

## Diskografi
Album
- Agent Blue (2017, Luxury)

1. Deragoratory Embrace
2. Strand
3. (Don't) Talk To Strangers
4. Red, White Roses
5. Rote Learning
6. Lucid
7. Frustrerad
8. Dream Boy Dream
9. 21:38
10. Faust

- Morning Thoughts (2019, Luxury)

1. Intro
2. Lust
3. Colors of the Dark
4. Child's Play
5. Something Borrowed
6. Boys
7. Cambion
8. You'll Get It When You're Older
9. Defenestration

EP
- Medium Rare (2018, Luxury)

1. Another Reason To Cut Off An Ear
2. Forget-me-not
3. Hindsight
4. Seasick

Singlar
- Strand (2015, Luxury)

1. Strand
2. Frustrerad

- Don't talk to strangers (2017, Luxury)
- Rote Learning (2017, Luxury)
- Derogatory Embrace (2017, Luxury)
- Another Reason To Cut Off an Ear (2018, Luxury)
  1. Another Reason To Cut Off an Ear
  2. Dream Boy Dream (acoustic version, live)
- Child's Play (2019, Luxury)
- Something Borrowed (2019, Luxury)
- Frustrated (2020, Kanine Records)
  1. Frustrated
  2. Atopos
- Atopos (2020, Kanine Records)
  1. Atopos
  2. Lay in my Arms
  3. Frustrated